# Global Bioenergies
Global Bioenergies est une entreprise française produisant des hydrocarbures légers à partir de produits issus de l'agriculture, par des méthodes biologiques.

## Histoire
L'entreprise est fondée en 2008 par Marc Delcourt et Philippe Marlière.
Le pilote industriel est en activité depuis mai 2015, l'entreprise annonce une production d'une tonne de bioisobutène pour 3,84 tonnes de sucres.
Global Bioenergies a développé un procédé qui permet l’utilisation de biomasse de première ou de seconde génération :  la  première génération entre en concurrence directe avec la chaîne alimentaire (maïs, betterave, colza...) tandis que la seconde utilise les matières cellulosiques comme le bois, les feuilles, les tiges des plantes, etc. Cette dernière a été développée grâce à un consortium européen qui a permis, notamment autour de Fibenol, l’extraction à partir des végétaux de sucre de bouleau.
En 2023, l'État, via BPIFrance, accorde à Global Bioenergies une subvention de 16,4 millions d'euros (dont 40% remboursables) afin de financer la première usine au monde d’isobutène biosourcé. Elle devrait entrer en activité en 2027.
En juillet 2024, Global Bioenergies fait part d’une évolution importante à la demande d’acteurs industriels : la production de e-SAF avec un taux de sélectivité record de 95 % par rapport aux autres technologies.
Il s’agit d’une approche complémentaire à la technologie SAF, déjà certifiée par l’ASTM en 2023, substituant à la ressource végétale une ressource synthétique.
Désormais, Global Bioenergies se tourne vers 2030 : les objectifs européens en matière de biocarburants font que la production doit absolument se développer fortement. L’utilisation des huiles de friture transformées en biocarburant ne suffira pas en raison de la faible ressource disponible. La société devient donc une source potentielle de SAF par deux procédés différents : le BioSAF et le eSAF. Le premier procédé utilise les sucres à partir de la biomasse de première ou deuxième génération. Le second utilise l’acide acétique produit à partir de CO2 et d’hydrogène vert grâce à l’électricité décarbonée.
Ainsi, toutes les zones géographiques du monde peuvent être couvertes :  
- les zones à forte densité industrielle via la récupération du CO2 comme l’Europe ou l’Asie, 
- les zones dans lesquelles la biomasse peut être utilisée sans restrictions comme les États-Unis ou le Brésil (en Europe, ce n’est pas le cas) 
- et les zones géographiques européennes où les déchets végétaux peuvent générer des sucres après transformation comme par exemple l’Estonie grâce au procédé mis au point par Global Bioenergies et Fibenol entre autres.
À noter après un contrat de recherche signé avec Shell en novembre 2022 portant sur des carburants routiers renouvelables, Shell et Global Bioenergies viennent de signer une extension au contrat initial pour approfondir les résultats identifiés et lancer le développement de solutions innovantes.

## Implantations
Implantée dans le Génopole d'Évry, Global Bioenergies a effectué ses essais à l'échelle industrielle dans le pilote Bio-Démo d'ARD (Agro-industrie Recherche et Développement) à Pomacle-Bazancourt. Un pilote a été construit à la raffinerie de Leuna (Allemagne) pour démarrer courant 2016. De plus, Global Bioenergies a fondé une coentreprise (IBN-One) avec Cristal Union pour installer une usine en France, qui devait être fonctionnelle en 2018. Le budget des travaux prévus s'élevaient à 120 millions, pour un chantier commençant en 2017.
Le site de Leuna a été fermé pour rapatrier la production à Pomacle : la production se fait grâce à des sous-traitants. De l’isobutène (IBN) a ainsi été produit, ce qui valide ce démonstrateur d’une part et a permis la vente d’autre part.
De cette façon, l’IBN a été transformé en isododécane pour les besoins de la cosmétique et vendu en tant que produit biosourcé indispensable pour leur image de naturalité aux acteurs de la cosmétique pour évaluation. D’autre part le produit a permis d’obtenir la certification ASTM, précieux sésame qui permet d’utiliser l’IBN comme additif dans le carburant des avions de ligne existants et ce en quantité potentiellement importante : jusqu’à 50 % en substitution du kérosène fossile.
L'Europe vient de se doter du plan RefuelEU qui vise à augmenter progressivement la production et l’incorporation obligatoire de SAF, de 2% en 2025 à 6% en 2030 et jusqu’à 70% d’ici à 2050.
Cela rend le procédé de Global Bioenergies d’autant plus intéressant dans le contexte actuel. En effet, l'IBN ainsi produit (ce n'est pas vrai de tous les modes de production) décarbone ainsi fortement la circulation aérienne ce qui agit en complément de l'amélioration des moteurs et de la modération des usages.
À noter que fin qu’en avril 2024, la société a été certifiée iso 9001 et qu'elle est devenue membre du prestigieux GiFAS après avoir été sélectionnée par un jury d’experts en juillet 2024.

## Produits
Le premier procédé développé a été la production de méthylpropène (également appelé isobutène ou isobutylène) à partir de glucose, mise au point en 2010. Les bactéries effectuant la transformation sont équipées d'un matériel enzymatique artificiel développé par génie génétique. Ce produit est reconnu comme biocarburant en France en 2018.
Ensuite, Global Bioenergies a noué un partenariat avec Audi pour développer la production d'essence à partir des mêmes briques élémentaires que les végétaux (eau, hydrogène, dioxyde de carbone et lumière du jour).
Global Bioenergies produit ainsi et surtout désormais de l’isobutène par un procédé unique au monde de fermentation qui utilise peu d’énergie contrairement aux procédés habituels Fischer Tropsch.
L'isobutène peut être transformé en isododécane utilisé en cosmétique.